# Лланелли
Ллане́лли (валл. Llanelli [ɬaˈnɛɬi]) — город в Великобритании.

## География и экономика
Город Лланелли находится на юго-западе Уэльса, в графстве Кармартеншир, в 13 километрах к северо-западу от второго по величине города Уэльса — Суонси, на берегу Атлантического океана. Морской порт. Численность населения города составляет 46 358 человек (на 2001 год).
В Средневековье небольшое поселение; за XVIII—XIX столетия Лланелли развился в индустриальный центр благодаря находящимся в его окрестностях месторождениям каменного угля, а также построенным здесь сталелитейным предприятиям. Экономический кризис 1970-х годов тяжело ударил по горнодобывающим предприятиям Лланелли, как и других городов Уэльса.

## Культура
За последние 120 лет в Лланелли 5 раз проводился айстедфод — фестиваль уэльской литературы, музыки и пения (в 1895, 1903, 1930, 1962 и 2000 годах).

## Города-побратимы
- Ажен, Франция